# Сушиновка
Сушиновка — село в Уярском районе Красноярского края. Административный центр Сушиновского сельсовета.

## География
Село находится в южной части края, в пределах Алтае-Саянского горнотаёжного района, на левом берегу реки Уярка, на расстоянии приблизительно 3 км (по прямой) к юго-западу от города Уяр, административного центра района. Абсолютная высота — 346 м над уровнем моря.
Климат
Климат характеризуется как резко континентальный, с продолжительной морозной зимой и коротким тёплым летом. Средняя температура воздуха самого тёплого месяца (июля) составляет 18,7 °C (абсолютный максимум — 38 °C); самого холодного (января) — −21 °C (абсолютный минимум — −48 °C). Продолжительность безморозного периода составляет в среднем 96 дней. Среднегодовое количество атмосферных осадков достигает 600 мм, из которых 317 мм выпадает в июле-августе.

## История
Основано в 1893 году. По данным 1926 года в селе имелось 205 хозяйств и проживал 1091 человек (528 мужчин и 563 женщины). В национальном составе населения того периода преобладали русские. Функционировали школа I ступени и лавка общества потребителей. В административном отношении являлось центром Сушиновского сельсовета Уярского района Красноярского округа Сибирского края.

## Население
| 2010 |
| ---- |
| 842  |

Половой состав
По данным Всероссийской переписи населения 2010 года, в гендерной структуре населения мужчины составляли 45,5 %, женщины — соответственно 54,5 %.
Национальный состав
Согласно результатам переписи 2002 года, в национальной структуре населения русские составляли 93 % из 948 чел.

## Улицы
| - ул. Ангарская, - ул. Апрельская, - ул. Геологов, - ул. Комсомольская, - ул. Ленина, | - ул. Лесная, - ул. Обручева, - ул. Саянская, - ул. Сибирская, - ул. Спортивная, | - ул. Черёмушки, - ул. Школьная, - ул. Юбилейная, - ул. Южная. |